# Alexandru Nancu
Alexandru Nancu (n. 4 august 1959, București, România – d. 8 februarie 2013, Râmnicu Vâlcea⁠(d), Vâlcea, România) a fost sculptor și grafician, creatorul Fundației HAR.

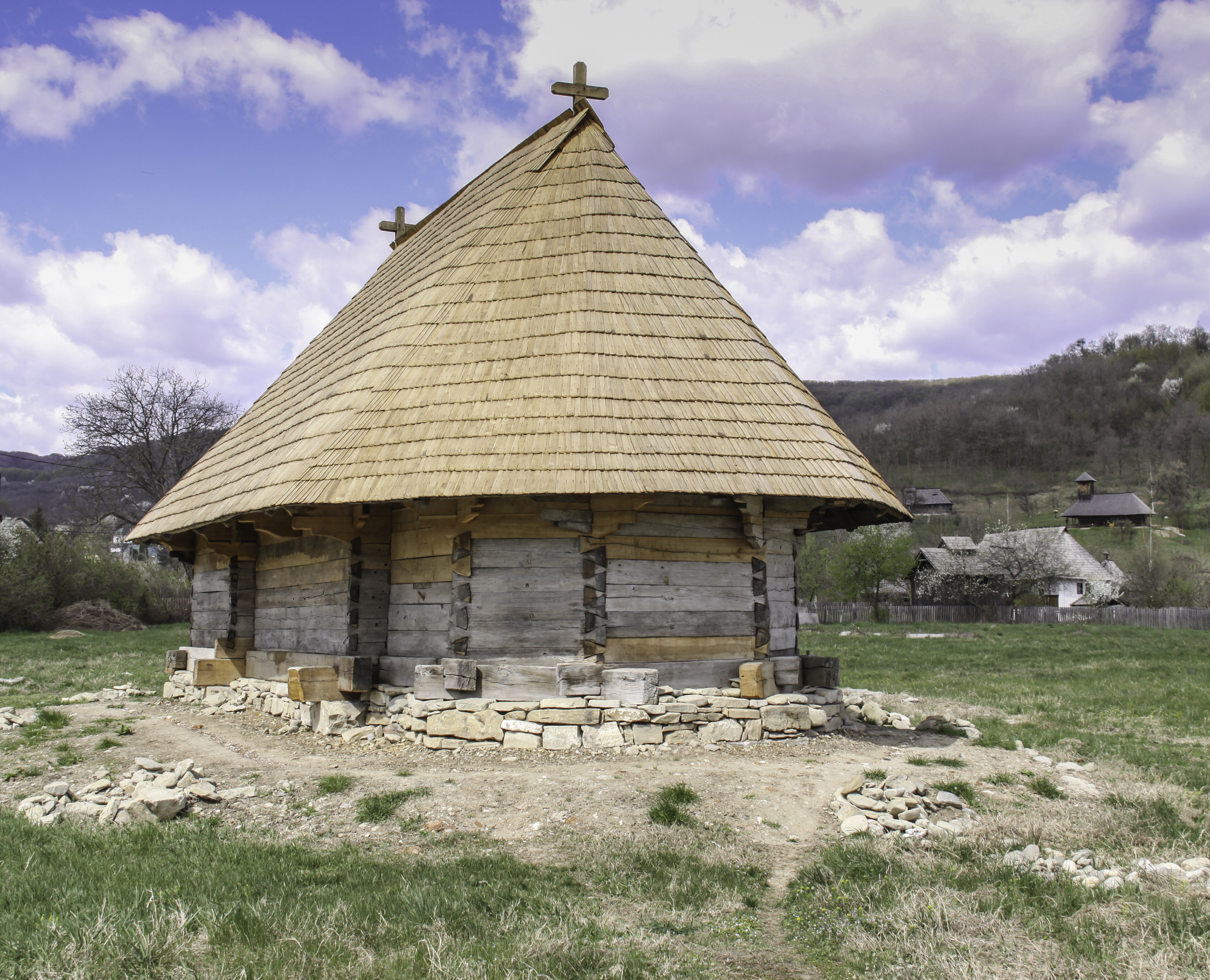
Biserica de lemn din Anghelești-Cărpiniș, transferată în Muzeul Satului Vâlcean, foto: aprilie 2011

Fiul lui Anatolie Nancuischi, fost ofițer al armatei române, refugiat după 1945 din Basarabia, și al Lidiei Nancuischi, pictoriță. Absolvent al Academiei de Artă din București (1983), fondează, alături de alți artiști și oameni de cultură, Fundația HAR. Ca director al fundației, a inițiat programele „Habitat și Artă în România“ și „Tradiție și postmodernitate“. A fost redactor șef al publicației fundației Har, revista Ianus; din 2001 ocupă funcția de profesor asociat la Universitatea de Arhitectură „Ion Mincu“ din București. A inițiat taberele de creație: Săliștea-Sibiu (1983), Măgura Buzăului (1984), Babadag (1986), Scînteia (1988), „Habitat și Artă în România“ – Basarabi și Râmnicu-Vîlcea (1997, 1998-1999), „Tradiție și postmodernitate“ – Rîmnicu-Vîlcea (2000, 2001, 2002), „Brâncușiana“ – Tîrgu Jiu (2002).
În ultimii 12 ani ai vieții, Alexandru Nancu s-a dedicat cercetării și salvării bisericilor de lemn din nordul Olteniei. Restaurează în anul 2003 biserica de la Mrenești-Crețeni , aflată în Muzeul Satului Vâlcean.  După aceasta, s-a ocupat de salvarea bisericii din Pietrari-Anghelești, pe care a reușit să o salveze de la distrugere, relocând-o tot în cadrul muzeului de la Bujoreni.
În 2011 își susține teza de doctorat la Universitatea Națională de Arte: „Simbolica fundamentală tradițională (perspective, mentalități, evoluții)”, publicată postum, la editura Ars Docendi.